# 鳥取県消防防災航空隊
鳥取県消防防災航空隊（とっとりけんしょうぼうぼうさいこうくうたい）は、鳥取県の消防防災ヘリコプターを運用している組織。消防防災航空センターの管理下にあり、運航委託会社の整備士及び操縦士と県内消防本部の救助隊員によって、救助・消防活動や航空救急活動などを行なっている。活動範囲は鳥取県全域であるが、広域災害応援活動も行なっており、特に鳥取県及び中国地方の5県とは、防災ヘリコプターの相互応援協定が締結されている。使用機材はアグスタウェストランド社製のAW139の1機である。機体愛称は、一般公募により付けられた「だいせん」。旧機体は1998年より運航を開始したベル 412EP（JA31TT）で機体愛称は、一般公募により付けられた「とっとり」であったが、機体更新に伴い2015年度に引退した。

## 沿革
- 1998年2月：機材取得。
- 1998年7月：運航開始。
- 2000年10月：鳥取県と島根県の消防防災ヘリコプター運航不能期間等における相互応援協定が締結。
- 2011年3月1日：中国五県消防防災ヘリコプター相互応援協定が締結。
- 2011年3月12日：東日本大震災に緊急消防援助隊として広域応援活動派遣、3月30日帰還。
- 2014年8月20日：平成26年8月豪雨による広島市の土砂災害に緊急消防援助隊として出場する。